# Pacto de Támara
El Pacto de Támara o las Paces de Támara fue un tratado de paz firmado en Támara de Campos en junio de 1127 entre los reinos de Castilla y Aragón en que se delimita el territorio gobernador tanto por Alfonso I de Aragón y Pamplona, el Batallador y de Alfonso VII de Castilla, el Emperador. 

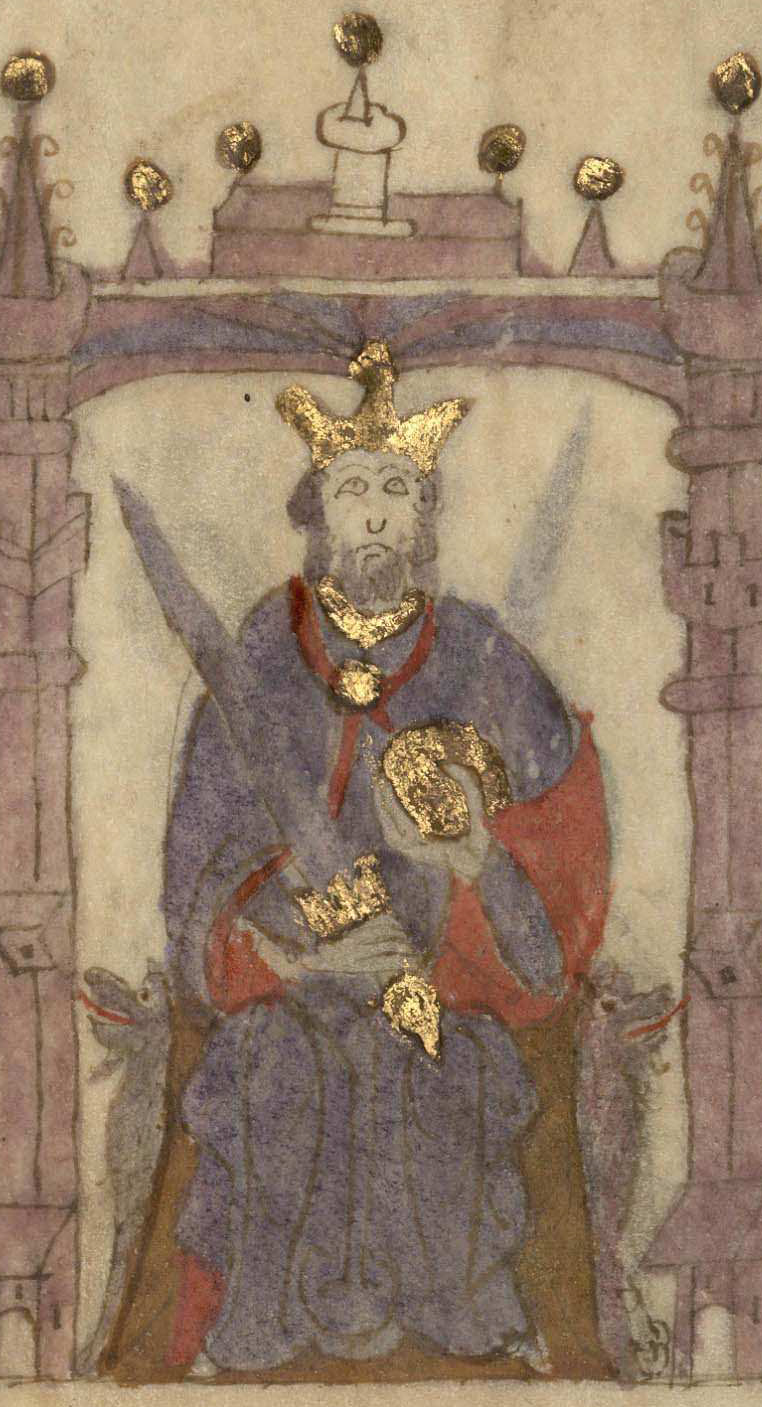
Alfonso VII según una miniatura del manuscrito ilustrado "Compendio de crónicas de reyes".

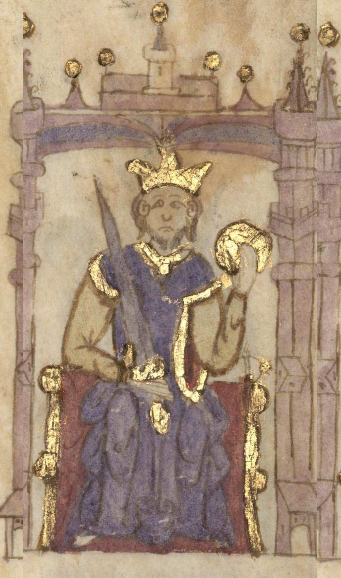
Alfonso I de Aragón en el Compendio de crónicas de reyes (Biblioteca Nacional de España)

## Contexto histórico
Este pacto se celebró como consecuencia de las acciones llevadas a cabo por Alfonso VII el Emperador en abril de 1127 con la toma del castillo de Burgos. En junio Alfonso el Batallador, rey de Aragón y Pamplona, le salió al paso encontrándose en el valle de Támara. Para evitar el enfrentamiento se negoció el acuerdo. 

### Acuerdos alcanzados
Mediante este acuerdo los reinos de Castilla y de León volvían a los límites anteriores a 1054, cuando ocurrió la batalla de Atapuerca con la muerte del rey navarro García el de Nájera y de 1076, tras el homicidio de Sancho el de Peñalén. Devolviendo los terrenos conseguidos en ambas ocasiones por el reino de Castilla y León y regresando a las fronteras del testamento de Sancho el Mayor.
También en él se reconocía la soberanía de Alfonso I el Batallador sobre Vizcaya, Álava, Guipúzcoa, Belorado, La Bureba, Soria, San Esteban de Gormaz y La Rioja. Además Alfonso I el Batallador renunciaba al título de emperador y cedía algunas plazas fronterizas.
Según Antonio Ubieto Arteta (1981), por las paces de Támara, en las que actuaron de mediadores Gastón IV de Bearne y Céntulo II de Bigorra, el Batallador se comprometió a devolver las plazas en las que Alfonso VII tenía derecho hereditario (es decir, eran parte de su reino patrimonial). De este modo, a partir de 1127, los enclaves de Frías, Pancorbo, Briviesca, Villafranca de Montes de Oca, Burgos, Santiuste, Sigüenza y Medinaceli pasarían a Alfonso VII de León. Quedarían en manos del aragonés Belorado y Nájera con la sierra de la Demanda como frontera natural entre los dos reinos en esta zona. Al este, Alfonso I de Aragón conservaría Calahorra y Cervera del Río Alhama; también Ágreda, Almazán y Monreal de Ariza, que fueron fortificadas a partir de 1128 por el rey de Aragón a consecuencia del resultado de este tratado. Soria fue la tenencia más importante de esta zona, había sido repoblada por el Batallador en 1119-1120 y estuvo a cargo de un tenente aragonés de 1127 a 1135. El enclave más alejado en la extremadura aragonesa fue San Esteban de Gormaz, también encargada a un tenente aragonés desde 1128. Para asegurar estas plazas, Alfonso I comenzó a repoblar Almazán antes de agosto de 1128, población a la que Alfonso I llamaba Plasencia, y Monreal de Ariza. Más al sur, los límites de Aragón los marcaban las plazas fuertes de Traíd y Molina de Aragón, en la actual provincia de Guadalajara.
Lema Pueyo (2008) por su parte asevera que, tras el verano de 1127, quedarían en manos de Alfonso I de Aragón Álava, La Rioja, Belorado, Pancorbo, Valdegovía, Castrojeriz y Valle de Mena como límites occidentales de su reino, mientras que parte de La Bureba y las tierras que quedaban al occidente de esta comarca hacia Castilla irían pasando progresivamente a poder de Alfonso VII de León.
Crónica de San Juan de la Peña:[cita requerida]

Para que en adelante no surgiere ninguna disensión entre ambos reinos, se decidió qué tierra era Reino de Navarra, es decir, desde el río Ebro hasta cerca de la ciudad de Burgos, que el rey Sancho de Castilla había arrebatado con violencia a su pariente el rey Sancho de Navarra (Sancho el de Peñalén), hijo del rey García (García Sánchez de Nájera). De lo cual se extendieron documentos entre ambos reyes y reinos de Castilla y Navarra y cada uno de ellos recibió "cartas suas firmatas et bene vallatas". Entonces Alfonso de Aragón entregó toda la tierra de Castilla a Alfonso de Castilla, y en adelante no quiso que se le llamara emperador, sino rey de Aragón, Pamplona y Navarra.

José Moret Mendi (finales del siglo XVII, en "Anales del Reino de Navarra") dice:

...ambos reyes se redujeron a lo que era razón y reconoció cada cual el derecho del otro: el de Aragón apartándose de la pretensión a los reinos de Castilla y de León (...) y el de Castilla, reconociendo la usurpación violenta y por hecho de armas de las tierras de Rioja, de Álava y Castilla la Vieja, propias de la corona de Pamplona y apartándose de la pretensión de ellas.

José María Lacarra (1972, en "Historia de Navarra") apuntaba:

Naturalmente no todas las tierras que habían constituido el reino de Alfonso VI pasaron inmediatamente a poder de su nieto Alfonso VII. Parece que éste renunciaba a todas las adquisiciones hechas por Castilla a lo largo del siglo XI en la frontera de Navarra, restaurándose los viejos límites navarros según quedaron a la muerte de Sancho el Mayor, hasta cerca de la ciudad de Burgos.

Toribio Minguella y Arnedo (1910, en Historia de la diócesis de Sigüenza y de sus obispos) dice:[cita requerida]

La diócesis de Sigüenza fue creada por Alfonso I, hacia 1121-1122, englobando la cuenca alta del río Jalón y sus afluentes, así como parte del Henares: sus poblaciones más importantes serían Sigüenza, Medinaceli, Ariza, Calatayud y Daroca. "Por las paces de Támara, firmadas (1127) entre Alfonso I y Alfonso VII, la diócesis de Sigüenza quedó sometida en lo político a dos jurisdicciones: Sigüenza y Medinaceli bajo Alfonso VII, y Calatayud y Ariza bajo Alfonso I.

Recuero Astray (1979, en Alfonso VII) sobre los territorios:[cita requerida]

De esta forma se concibió la paz de Támara, según la cual Alfonso VII quedaba con el título imperial y Castilla, permaneciendo del lado aragonés Vizcaya y Álava siguiendo el cauce del río Bayas hasta su desembocadura en el Ebro. La frontera continuaba hacia el sur por Cellorigo, Bureba, Oca, Soria, Almazán y Calatayud.